# Taquifilaxia
Taquifilaxia  em farmacologia é nome dado ao fenômeno de rápida diminuição do efeito de um fármaco em doses consecutivas.